# Paltsgraafschap Tübingen
Het paltsgraafschap Tübingen was tot de veertiende eeuw een graafschap binnen het Heilige Roomse Rijk.

Wapen van de paltsgraven van Tübingen

In het midden van de elfde eeuw werd er in Tübingen een burcht gebouwd. Deze werd omstreeks 1078 Castrum Twingia genoemd. De graven in de Nagoldgouw en de Sülchgouw noemden zich naar deze burcht graaf van Tübingen. Ze hadden bezittingen rond Tübingen, in de Nagoldgouw en in Blaubeuren. In 1146 volgden deze graven de van Dillingen op als paltsgraaf van Zwaben
Door het huwelijk van paltsgraaf Hugo II (regeert 1152-1182)  met gravin Elizabeth van Bregenz erfden zij omstreeks 1150 het graafschap Bregenz en Churrätien. Hun zonen verdeelden echter de bezittingen:
1. Rudolf I erfde Tübingen
2. Hugo III (overleden 1230) erfde Bregenz en werd als Hugo I de stamvader van de graven van Montfort.

Rudolf I huwde gravin Mechteld van Gleiberg, waardoor Giessen in het bezit van de graven kwam. Verdere bezittingen van de paltsgraven waren: Herrenberg, Böblingen, Sindelfingen, het oude rijksbos Schönbuch en de voogdij over het klooster Blaubeuren.
De vele delingen verzwakten het graafschap. De zonen van Rudolf I (overleden 1219) deelden:
1. Rudolf II (overleden 1247) kreeg Horb en Herrenberg (tak uitgestorven in 1391)
2. Willem (overleden 1252) kreeg  Böplingen, Giessen en Asperg (tak uitgestorven in 1631)

Giessen werd echter in 1265 aan het landgraafschap Hessen verkocht.
De volgende generatie graven deelde opnieuw. De zonen van Rudolf  II deelden na zijn dood in 1247:
1. Hugo (overleden 1267) kreeg Horb (tak uitgestorven in 1294). Horb kwam via de zuster van de laatste graaf aan het graafschap Hohenberg.
2. Rudolf I (overleden 1277) kreeg Herrenberg (tak uitgestorven in 1391)

De zonen van Willem deelden na zijn dood in 1252:
1. Rudolf IV (overleden 1271) kreeg Böplingen (tak uitgestorven in 1631)
2. Ulrich I (overleden 1283) kreeg Asperg (tak uitgestorven in 1357)

Door het huwelijk van zijn zoon Ulrich II met gravin Anna van Löwenstein verwierf deze tak Beilstein.
In 1268 werd het inmiddels inhoudsloze ambt van paltsgraaf van Zwaben verkocht. Daarna voerden alle takken de titel paltsgraaf. Na het uitsterven van de oudste tak te Horb in 1294 werd Tübingen door de tak Herrenberg verkocht aan de tak Böplingen. Door de delingen en verpandingen van het bezit ging de dynastie ten onder. 
Aan Württemberg werden door de verschillende takken achtereenvolgens verkocht: 
- Asperg (1308)
- Beilstein (1340)
- Tübingen (1342)
- Böplingen (1344)
- Herrenberg (1382)

De einige overgebleven tak Böplingen verwierf door het huwelijk van Godfried (overleden 1369) met gravin Clara van Freiburg de heerlijkheid Lichteneck in de Breisgau, waardoor de eens machtige hoge adel eindigde als eenvoudige landadel. Opmerkelijk bleef de Zwabische Kreits in de eerste helft van de zestiende eeuw de graven van Tübingen nog als lid van de Kreits zien, hoewel ze niet de middelen hadden om aan hun verplichtingen te voldoen.